# Deparia
Deparia is een geslacht met enkele tientallen soorten terrestrische varens uit de wijfjesvarenfamilie (Athyriaceae), vooral afkomstig van de eilanden van de Stille Oceaan, waaronder Hawaii. Eén soort, Deparia petersenii, komt ook in Europa voor.

## Kenmerken

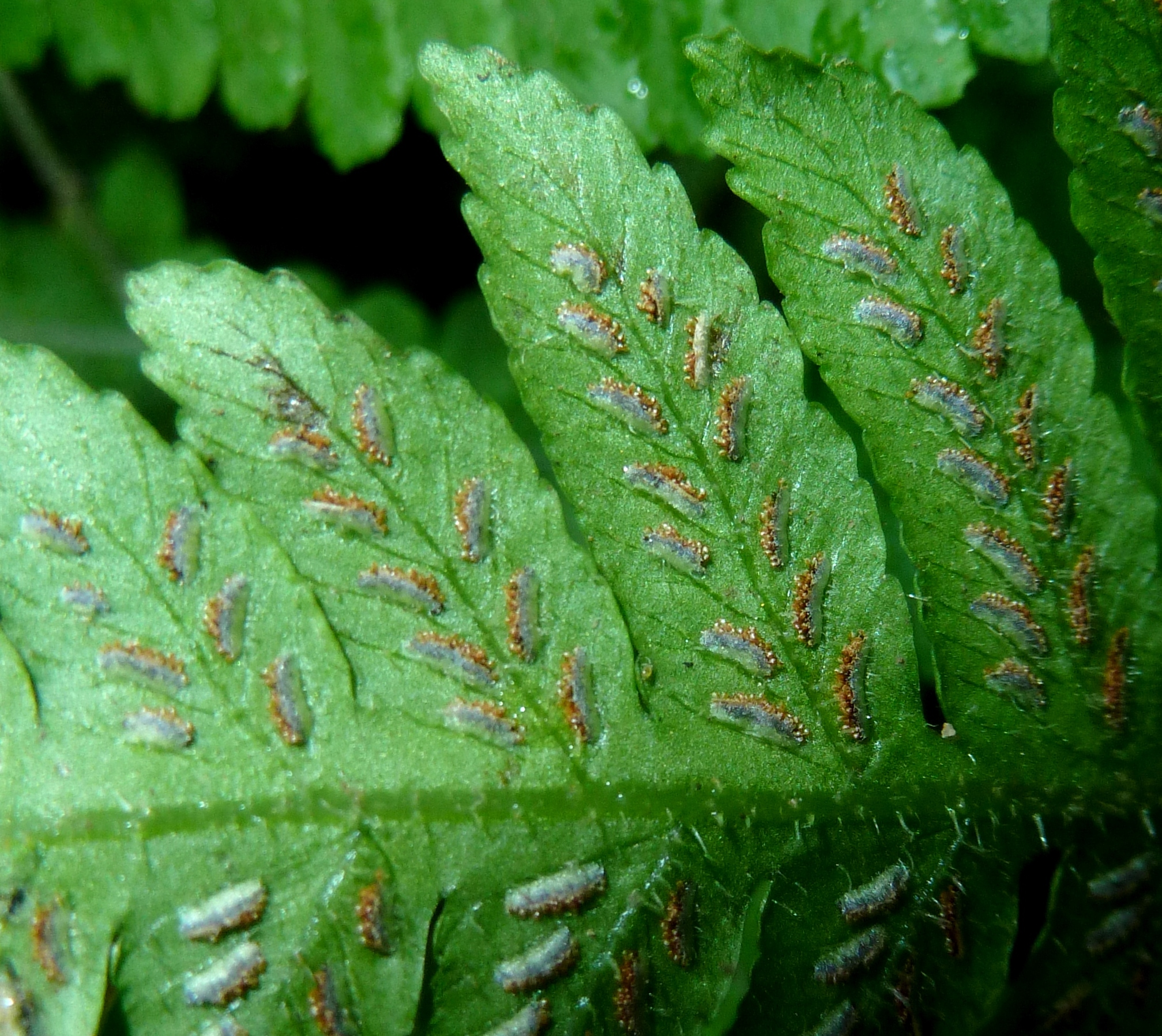
Deparia japonica, onderzijde van het blad met gepaarde sporenhoopjes

Deparia-soorten zijn terrestrische varens met een kruipende rizoom. De eenvormige bladen vallen in de winter af. De bladsteel is 1/3 tot 2/3 de lengte van het blad, aan de bovenzijde diep gegroefd, met twee halvemaanvormige vaatbundels, en dikwijls onderaan verdikt als opslagplaats voor zetmeel (trophopode). De bladen zijn elliptisch tot lancetvormig, enkel- of meervoudig geveerd en geleidelijk eindigend in een enkelvoudig geveerde top. De deelblaadjes hebben een gladde, getande of gezaagde bladrand; de topblaadjes zijn meestal gereduceerd en zittend. De bladsteel en de bladspil zijn bezet met multicellulaire haren.
De sporenhoopjes zijn langwerpig en zitten op de onderzijde van de bladen op de nerven. De dekvliesjes zijn duurzaam en lijnvormig (behalve bij de typesoort, die schotelvormige dekvliesjes heeft).

## Verspreiding en voorkomen
Deparia-soorten komen vooral voor op subtropische en tropische eilanden uit de Stille Oceaan, waaronder Hawaii. Enkele zijn te vinden in tropisch Afrika en Azië, Australië en Noord-Amerika. Eén soort, Deparia petersenii, is geïntroduceerd en verwilderd op onder andere Madeira.

## Taxonomieenfylogenie
Het geslacht Deparia werd in het verleden al tot de families Dryopteridaceae gerekend. Volgens de classificatie van Christenhusz et al. (2011) wordt het geslacht in de familie Athyriaceae geplaatst
.

### Beschreven soorten
Het geslacht telt naargelang de bron 9 tot 50 soorten, de meeste uit de tropen. De typesoort is D. macraei. In Europa is één soort geïntroduceerd.
- Geslacht: Deparia
  - Soorten:
    - Deparia petersenii (Kunze) M. Kato (1977)

Anisocampium (incl. Kuniwatsukia) · Athyrium (incl. Pseudocystopteris) · Cornopteris · Deparia · Diplazium